# Peter Ruzicka
Peter Ruzicka (Düsseldorf, 3 juli 1948) is een Duitse componist en dirigent van klassieke muziek.

## Biografie
Ruzicka volgde zijn vroegste muzikale opleiding aan het conservatorium van Hamburg (piano, hobo en compositie). Hij studeerde compositie bij Hans Werner Henze en Hans Otte. Tevens studeerde hij rechten en musicologie in München, Hamburg en Berlijn.
Ruzicka was artistiek directeur van het Rundfunk-Symphonie-Orchester Berlin van 1979 tot 1987 en intendant van de Hamburgische Staatsoper en het Hamburger Philharmoniker van 1988 tot 1997. Hij was artistiek adviseur van het Koninklijk Concertgebouworkest van 1997 tot 1999. In 1999 werd hij benoemd als president van de Beierse Theateracademie. Van 2001 tot 2006 was hij de artistiek leider van de Salzburger Festspiele. Vanaf 1996 is hij ook artistiek leider van de Biënnale van München, een opdracht die hij in 1996 van Hans Werner Henze over nam. Sinds 1990 is Ruzicka hoogleraar aan de Hogeschool voor Muziek en Theater in Hamburg.
Ruzicka’s composities zijn door vele leidende Europese orkesten, vaak ook onder zijn eigen leiding, uitgevoerd. Ook de meest bekende dirigenten van deze tijd voeren zijn werk uit. Ruzicka’s muziek maakt gebruik van een uitgebreid orkestapparaat waarbij altijd een verbinding aanwezig is met muziek uit het verleden en modernistische technieken. Zijn muziek is niet zuiver tonaal, noch atonaal of twaalftoons en maakt gebruik van alle mogelijke invloeden en invallen. De componisten van de Tweede Weense School (Berg, Webern, Schönberg) spelen in zijn werken een grote rol, evenals Mahler. In Ruzicka’s orkestwerk Mahler | Bild zijn fragmenten te behoren uit Mahlers’s negende en tiende symfonie (trombone-thema, altvioolthema aan het begin van het adagio van de 10e symfonie). Enkele pianowerken van Franz Liszt zijn als uitgangspunt genomen voor twee orkestwerken die Ruzicka aanduidt als "Übermalung": Über Unstern en R.W. (Liszt’s R.W. en Unstern voor piano solo). Sterke dissonanten en lyrische passages wisselen elkaar af zodat men kan denken in een symfonie van Allan Pettersson terecht te zijn gekomen.

## Werken
Naast meerdere werken voor kamerensembles is Ruzicka bovenal actief als componist voor orkestmuziek. Ook componeerde hij drie opera’s (Celan, Hölderlin en Benjamin). 

#### Orkestwerken
- Antifone-Strofe voor strijkers en slagwerk - 1970
- Metastrofe: Versuch eines Ausbruchs für 87 Instrumentalisten – 1971
- Sinfonia voor 25 solo-strijers, 16 vocale solisten en slagwerk – 1971
- In processo di tempo…, Materialien voor 26 instrumentale solisten en cello – 1972
- Feed Back, muziek voor 4 orkestgroepen – 1972
- Torso, Materialien voor 3 orkestgroepen – 1973
- Befragung, vijf stukken voor groot orkest – 1975
- Versuch, 7 stukken voor strijkers – 1975
- Emanzione, Variaties voor fluit en 4 orkestgroepen – 1976
- Abbrüche, Neun Phasen voor groot orkest – 1978
- Annäherung und Stille, 4 fragmenten naar Schumann voor piano en 42 strijkers – 1981
- …Den Impuls zum weitersprechen erst empfinge… voor altviool en orkest – 1982
- Satyagraha, Annäherung und Entfernung voor orkest – 1985
- Fünf Bruckstücke voorgroot orkest – 1988
- Metamorphosen über ein Klangfeld von Joseph Haydn voor groot orkest – 1990
- …Das Gesegnete, das Verfluchte, 4 schetsen voor orkest – 1992
- Tallis, Einstrahlungen voor orkest – 1993
- …Inseln, Randlos… voor viool, kamerkoor en orkest – 1997
- Die Sonne sinkt, 8 liederen naar fragmenten van Nitzsche voor bariton of mezzosporaan en orkeest – 1988
- Nachtstück (-aufgegebenes Werk) voor orkest – 1998
- …Vorgefühle… voor orkest – 1998
- Recherche (-im Innersten) voor koor en orkest – 2000
- Nachklang, Spiegel voor orkest – 2000
- Erinnerungen, Spuren voor klarinet en orkest – 2000
- Memorial voor orkest – 2001
- Celan symfonie voor bariton, mezzosopraan en groot orkest – 2003
- Affluence voor groot orkest – 2003
- …ins Offene…, muziek voor 22 strijkers – 2005
- Vorecho, 8 Ansätze voor groot orkest – 2006
- Maelstrom voor groot orkest – 2008
- …Zurücknehmen…, Erinnerungen voor groot orkest – 2010
- …Über die Grenze, concert voor cello en kamerorkest – 2010
- Mahler | Bild, Erinnerungen voor groot orkest – 2011
- Hölderlin-symfonie voor bariton, kamerkoor en orkest – 2010
- Einschreibung, 6 stukken voor groot orkest – 2011
- Aulodie, muziek voor hobo en kamerorkest – 2011
- Über Unstern, Übermalung voor orkest – 2011
- Clouds, voor groot orkest – 2012
- R. W., Übermalung voor groot orkest - 2013
- Spiral, concert voor hoornkwartet en orkest – 2014
- Clouds voor strijkkwartet en orkest – 2013

- Bibsys: 10016240
- Bibliothèque nationale de France: cb13516473d (data)
- Gemeinsame Normdatei: 115585532
- International Standard Name Identifier: 0000 0001 1007 4562
- Library of Congress Control Number: n82039540
- MusicBrainz: 7090d3cf-ec19-4517-84a4-efaf737275f4
- Nationale Bibliotheek van Tsjechië: jx20051212020
- Nationale Bibliotheek van Israël: 987007330496205171
- Nationale Bibliotheek van Polen: a0000003423755
- Nederlandse Thesaurus van Auteursnamen: 068451083
- Système universitaire de documentation: 050136291
- Virtual International Authority File: 117637884
- WorldCat: E39PBJv4mHRbT4hk6bRwgq3JDq